# Drow
Drow é uma raça fictícia com base na cultura épica e medieval, particularmente conhecido pelos fãs e jogadores de RPG. Também são conhecidos como Elfos Negros.

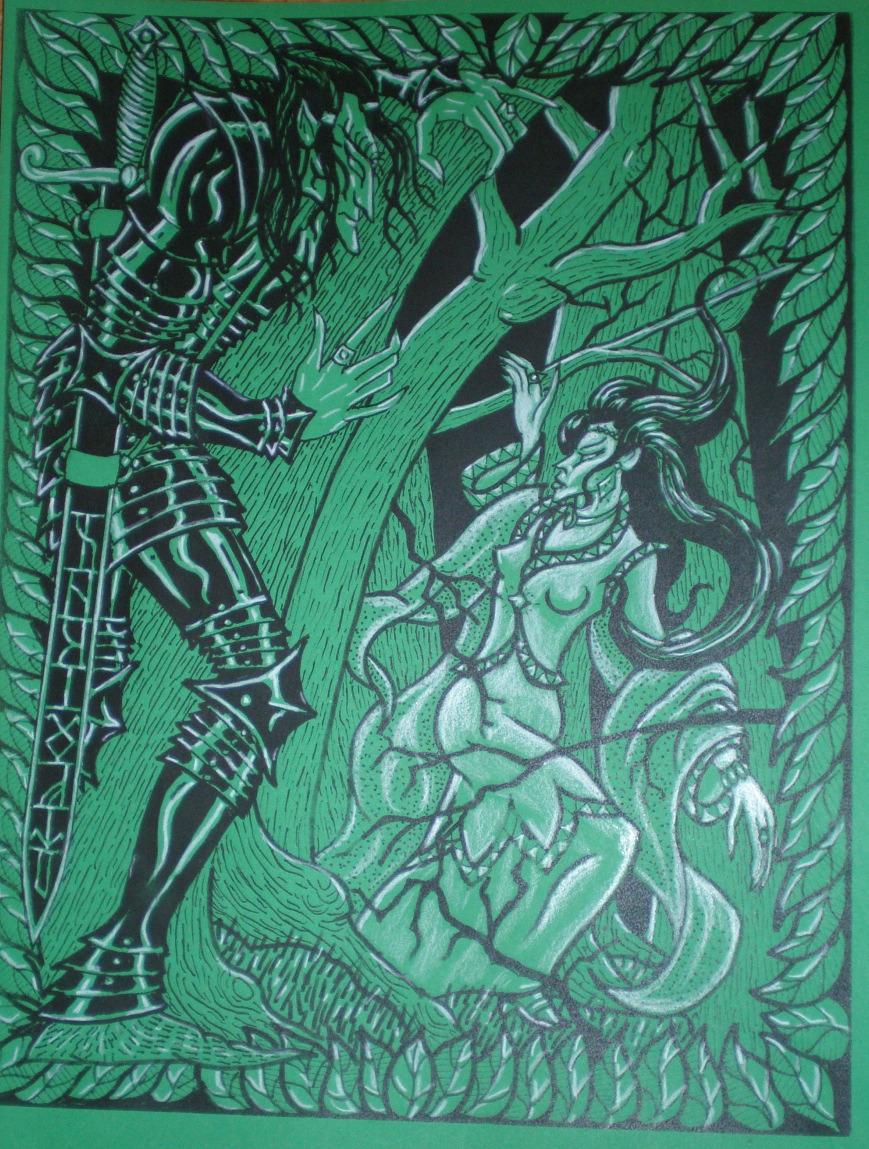
Elfos negros

## Aparência e Caráter
Segundo o RPG Dungeons and Dragons drows são elfos corrompidos que habitam cidades subterrâneas.
Os drows possuem a pele escura, variando desde negro-obsidiana até um tom ardósia-azulado, cabelos entre o branco e o prateado e olhos variando desde amarelos brilhantes até vermelhos puros.
Atraentes, sua beleza muitas vezes supera o padrão de beleza dos elfos convencionais.
São sensíveis a luz, devido ao tempo em que estão reclusos na escuridão das profundezas. Devido este evento, podem enxergar no escuro com muita facilidade e se estão em um local sem nenhuma fonte luminosa, podem ver até 36 metros dentro da escuridão.
Pela falta de recursos a disposição nas profundezas dos subterrâneos, os drow desenvolveram uma aptidão natural para a magia, sendo capazes de manipular energia arcana com maior facilidade que seus primos da superfície.
São criaturas extremamente inteligentes, não são assassinos descontrolados e sim criaturas traiçoeiras e maldosas. Não pensam um minuto se for preciso matar um amigo ou membro da família para chegar ao objetivo desejado.
Os homens desta raça servem como guerreiros e magos. O foco clerical é das mulheres a serviço da Rainha Aranha ou Lolth deusa dos drow, figura divina extremamente matriarcal. Mas existem homens que também conquistam boa reputação na sociedade drow; é o caso de Jarlaxle (Forgotten Realms), um mercenário bastante influente até em eventos da superfície. Há também os exemplos de drows renegados que abandonam seu mundo escuro por não se identificarem com o ambiente cruel e doentio que envolve sua raça. Um exemplo é Drizzt Do'Urden o drow honrado mais famoso do cenário de campanha de Forgotten Realms e talvez de todos os tempos.

## Religião
Um dos motivos principais do ódio que existe entre os drow e os Elfos da Superfície é devido ao fato de que os drow se uniram à Rainha Aranha Lolth. Essa é sua grande deusa, ela está ligada a todo o tipo de seres das profundezas que são seus servos.
Essa religião é regida pelas formas mais negras da magia e pratica sacrifícios humanos. Em geral as sacerdotisas são as mulheres, muito raramente um homem consegue subir na sociedade usando a magia.

### Panteão Drow
Coletivamente, as divindades drow são conhecidas como o Seldarine Negro.
- Eilistraee (deusa intermediária): Deusa da canção, beleza, dança, trabalho de espada, caça, luar.[2]
- Kiaransalee (morta): Deusa dos mortos-vivos e vingança.  Nome apagado e esquecido.[3]
- Ghaunadaur (morto): Deus dos oozes, lodos, geléias, desterrados, ropers, rebeldes.
- Lolth (antigamente conhecida como Araushnee) (deus intermediária): Deusa das aranhas, mal, escuridão, caos, assassinos, drow.
- Selvetarm (morto): Deus dos guerreiros drow. [4]
- Vhaeraun (morto): Deus do furto, machos drow, atividade maligna na superfície, trapaça.[4]

## Casasdrow
Por causa da religião baseada no culto a uma deusa feminina, sua sociedade é um sistema matriarcal dividido em Casas, comandadas por Matronas. Estas Matronas necessariamente são magas ou sacerdotisas de grande poder, sendo temidas até por seus próprios filhos e agregados.
Existem os nobres e os plebeus. Os plebeus podem subir na sociedade se tiverem alguma habilidade específica e estes indivíduos são geralmente aceitos nas Casas para aumentar o prestígio e poder desta. O Mestre de Armas Zaknafein, pai de Drizzt Do´Urden, era um destes indivíduos. Ele nasceu como um plebeu, porém foi permanentemente ligado a Casa Do´Urden graças a sua fantástica perícia com armas; a ele foi até permitido utilizar o nome Do´Urden, e graças ao tempo em que foi amante da Matrona Malice Do'Urden, seus filhos passaram a ser totalmente nobres membros da Casa.

## Cidades dosdrow
Sempre vivendo nas profundezas da terra, Underdark, as cidades dessa raça são organizadas. No complexo de cavernas e passagens subterrâneas existem muitas cidades drow como Menzoberranzan, Maerdrimydra, Llurth Dreir, Sshamath e as ruínas de Ched Nasad.

## Renegados
Chamados de renegados, porque abandonaram sua cidade. seu povo e especialmente sua religião maligna, há seres dessa raça que não suportam viver no ambiente de traição que é normal na vida drow, e abandonam a vida de praticas cruéis nos subterrâneos.
Certamente, o mais famoso drow a abandonar sua terra natal e caminhar na superficie foi Drizzt Do'Urden, nascido na cidade subterrânea de Menzoberranzan. Seu pai, já citado acima, Zaknafein, foi o um grande Mestre de Armas e não aceitava as regras da vida de seu povo, foi morto por sua mulher, a Matrona Malice. Drizzt aprendeu com ele todos os segredos da luta, usa duas cimitarras e é imbatível.
Ele fugiu do Underdark e desde então vive na superfície.

## Relação com outros povos
A relação entre os drow e os seres da superficie, é extremamente caótica e agressiva. Os "elfos negros", como são chamados, frequentemente organizam grupos para matar e saquear povos da superfície, tornando-se uma das raças mais odiadas e temidas.
Por motivos como este, certos aventureiros juraram caçar esta raça até extingui-la, como e o caso de Macel "O Castanho", um ranger humano que teve sua familia dizimada por um grupo de batedores drow.
As raças do Underdark também temem os drow devido sua atitude extremamente bélica e exploratória, já que baseiam sua sociedade em um sistema de escravização de raças julgadas por eles como "inferiores".
Goblinóides, Duergar, Kuo-toa, Svirfneblin e Illithid (Devoradores de Mentes) são algumas das raças que mantem contato com os drow, organizados de forma bastante complexa como resultado da economia do Underdark.